# Death Note: Another Note
Death Note Another Note: The Los Angeles BB Murder Cases (アナザーノート — ロサンゼルスBB連続殺人事件) es una novela ligera escrita por Nishio Ishin y publicada el 1 de agosto de 2006. La historia es una precuela de Death Note y relata el diario Los Ángeles "BB Murder Cases", que fue mencionado brevemente en el capítulo 14 del manga y episodio 8 del anime.

## Resumen
La historia es narrada por Mello. En ella, relata la primera vez de L trabajando con la detective del FBI, Naomi Misora, mientras buscan pistas y tratan de evitar las próximas víctimas de un asesino en serie psicótico, que es capaz de hacer que los asesinatos parezcan suicidios (además de no dejar ni un solo rastro que pueda llegar a delatarlo). Mientras Mello continúa narrando, realiza varias menciones y descripciones de La Casa de Wammy, el orfanato de donde L y él provienen.  Asimismo, ofrece detalles mínimos acerca de la relación entre Naomi Misora y Raye Penber. 
El asesino en serie resulta ser un viejo conocido de L, uno de sus sucesores originales conocido como B (Beyond Birthday), que se escapó del orfanato poco después del suicidio de A, el primer sucesor de L. Dicha tragedia, junto con los ojos de Shinigami que poseía desde su nacimiento, empujaron a Beyond Birthday a un estado de desesperación y locura, para después cometer asesinatos. B se convirtió en el asesino en serie contemporáneo más famoso de Los Ángeles, y en el centro de atención de L.
Al oír hablar de los macabros asesinatos, L reclutó a Naomi Misora para que fuera "sus ojos" mientras le ayudaba en el caso. Durante sus actividades, Misora conoce a un detective que se llama a sí mismo "Rue Ryuzaki". Ryuzaki es un hombre joven de apariencia desaliñada (se trata de Beyond Birthday haciéndose pasar L, usando uno de sus alias) que aparentemente fue contratado por los familiares de las víctimas para que lograra esclarecer las tragedias.
Misora y Ryuzaki mantienen un estrecho tiempo de contacto, inclusive llegan a descubrir pistas juntos, usando su conocimiento. Dado los tres primeros asesinatos, ambos estudian las escenas de crimen para encontrar una pista faltante, que haya pasado desapercibida por la policía de la ciudad. Al resolver los diferentes rompecabezas, fueron llevados a la dirección de la tercera víctima: Backyard Bottomslash, una niña de 13 años.  En su domicilio, encontraron una pista sobre el posible paradero de la cuarta víctima: un hotel en Pasedena. Ellos dedujeron que las iniciales de la víctima sería BB.  Curiosamente, había dos personas en el hotel que llevaban dichas iniciales (Blackberry Brown y Bluesharp Babysplit). En las salas 1313 y 404, respectivamente.
Unieron los patrones y los pusieron en muy buen suites. Ambos fueron a las diferentes salas (Misora en 1313, y Ryuzaki en 404). Misora empieza a pensar, ella une las piezas de todo y se da cuenta Ryuzaki es el asesino. Ella corre por las escaleras, sólo para encontrar que éste se prendió fuego. Beyond Birthday fue llevado al hospital y sobrevivió con quemaduras leves. Fue enviado a prisión, y algunos años más tarde murió de un ataque al corazón, supuestamente uno de los delincuentes muertos por Kira.
Más tarde, mientras esperaba en una parada de autobús, Misora vio a un hombre que extrañamente era similar a BB. El hombre se inclinó hacia ella, Misora pensó que iba a atacarla, y en consecuencia, le propina una patada y lo envía al suelo. Entonces el hombre dice: "Es diferente en los videos". Misora no tenía idea de lo que estaba hablando, poco sabía ella que el hombre era L. Con sus palabras, L se refería al momento en que Misora le habló de su destreza en capoeira. "Voy a buscar algunos videos", mencionó L cuando la oyó hablar de su estilo de lucha. Misora pensó que ella nunca conoció a L, pero de hecho, lo hizo.

## Recepción
A.E. Sparrow del portal IGN realizó una reseña de la novela y le dio una puntuación de 9.5 sobre 10. Sparrow dijo que el autor entendía lo que "hacía que estos personajes encajaran tan bien" y "captaba todo lo que hacía que el manga fuera la lectura convincente que es". Sparrow señaló que los fans de Death Note que lean Another Note "encontrarán un hogar de bienvenida" en la obra de Nisio Isin que "añade unas cuantas capas más de diversión" a la franquicia de Death Note.